# Argument a rubrica
 (janvier 2025).
L'argument a rubrica désigne, en droit, l'argument se basant sur l'intitulé d'un texte ou d'une partie d'un texte pour justifier une interprétation des dispositions contenues dans ce texte ou dans cette partie.

## Histoire
L'argument a rubrica est utilisé pour interpréter le corpus juris civilis. Il a donné lieu à une maxime du juriste Charles Dumoulin, suivant laquelle "l'esprit et les mots de la loi au titre sous lequel ils se trouvent doivent être adaptés au sujet qu'ils traitent et soit étendus, soit restreints". À la suite de l'adoption du Code civil français de 1804, il est à nouveau mobilisé. En 1821, la Cour de cassation française estime toutefois que "la rubrique ne fait pas partie de la loi" ; concernant les titres des lois, en 1920, elle affirme que les "indications résultant de l'intitulé des lois [...] n'ont pas force légale". Ce positionnement s'explique par le fait que jusqu'au début du XXème siècle, en France, le titre des lois n'était pas soumis au vote du Parlement. Dans un arrêt de 1954, la Cour d'appel d'Amiens affirme que les intitulés ne peuvent servir qu'à expliquer les dispositions de la loi En 1996, une circulaire française affirme que "Le plan d'un code traduit une architecture juridique et une volonté de mise en valeur des grandes distinctions qui vont orienter le droit du domaine en cause.",. Selon le juriste Julien Risser, l'argument a rubrica a "une histoire liée au concept de codification, autrement dit à l'esprit de méthode appliqué à la législation".

## Applicabilité
Selon Julien Risser, admettre l'argument a rubrica suppose d'admettre le caractère logique du plan choisi par le législateur. Pour Norberto Bobbio, le plan choisi par le législateur doit être considéré a priori comme logique.
Néanmoins, selon Bobbio, la fragilité de l'argument a rubrica en fait un argument subsidiaire ; pour Julien Risser, l'autorité de l'argument a rubrica est comparable à celle tirée des travaux préparatoires du texte ; en effet, selon Risser, ces deux arguments apparaissent similaires en ce qu'ils visent à éclairer l'intention du législateur et qu'ils ont une fiabilité aléatoire.
D'après le théoricien du droit Frédéric Rouvière, "classer des éléments dans des rubriques, même à titre purement fonctionnel, révèle déjà en soi une prise de position sur la nature des éléments en cause".

### En droit pénal
Selon Jean Carbonnier, en matière pénale, "ce qui importe, ce n'est pas la place d'une incrimination dans le code, c'est sa définition".

#### En France
Selon la pénaliste Charlotte Dubois, "pour que l'argument a rubrica puisse pleinement prospérer, encore faut-il pouvoir s'appuyer sur une rationalité du législateur qui aura oeuvré à ordonnancer le code pénal selon un système cohérent". Or, pour elle, la cohérence du plan du code est faible et en déclin.
L'usage de l'argument a rubrica est une forme de raisonnement téléologique qui apparaît, aux yeux de certains auteurs, comme peu compatible avec le principe de légalité des délits et des peines.
Selon Charlotte Dubois, toutefois, l'argument a rubrica permet d'éclairer le sens de la loi pénale, en éclairant la valeur sociale que le législateur a entendu protéger, et le juge doit se comporter comme si la norme juridique était cohérente.

## Application

### En Belgique
La Cour de cassation a estimé, par arrêt du 28 janvier 1967, que les intitulés n'ont pas "le caractère de dispositions normatives".

### En France
L'argument tiré du titre de la loi est moins invoqué que celui tiré de ses rubriques. La jurisprudence, en France, emploie rarement l'argument a rubrica seul. En matière pénale, la chambre criminelle de la Cour de cassation refuse d'employer l'argument a rubrica afin de déterminer le champ d'application d'une infraction. La jurisprudence n'admet pas l'argument a rubrica lorsqu'il est source d'ambigüité sur le sens d'un texte. Selon Frédéric Rouvière, il est utilisé pour confirmer des interprétations, pour l'harmonisation des textes en déterminant leur champ d'application ou pour montrer l'absence de pertinence d'un argument a pari. L'argument a rubrica est très utilisé en procédure civile.

### Aux Pays-Bas
L'adage rubrica est lex est communément admis aux Pays-Bas et connaît notamment des applications en matière pénale.

### En Italie
En Italie, l'adage rubrica non est lex est employé.